# Миколаївська церква (Микільська слобідка)
Церква святого Миколая — православний храм у Києві, в місцевості Микільська Слобідка на лівому березі Дніпра, збудований 1880 року та закритий 1935 року. Розташовувався біля Броварського проспекту, трохи західніше станції метро «Лівобережна», між будинком № 8-Б по вулиці Раїси Окіпної та трасою метрополітену.

## Історія
Як окреме поселення Микільська слобідка виникла ще в XV столітті, а її назва вперше зафіксована в історичних джерелах 1506 (або 1508) року, коли ці землі стали власністю київського Микільського Пустинного монастиря. Перша документальна згадка про церкву у слобідці датована 1685 роком, хоча, найімовірніше, що поселення мало свій власний храм і раніше.
У червні 1752 року мешканці Микільської Слобідки вирішили збудувати нову дерев'яну церкву і звернулися до архімандрита Микільського монастиря за дозволом, який, втім, отримали лише через два роки. Церкву мав збудувати майстер Іван Циганок, але він несподівано помер і будівництво завершив наприкінці 1755 року його син Стефан. Стояла церква в районі перехрестя сучасних вулиць Митрополита Андрея Шептицького, Всеволода Нестайка та Микільсько-Слобідської. Станом на 1876 рік церква на Микільській Слобідці входила складу Вигурівщино-Слобідської парафії.
У другій половині XIX століття дерев'яний храм занепав і став затісним, адже населення слобідки значно виросло після спорудження у 1853 році Ланцюгового мосту, що з'єднав слобідку з Києвом, а пізніше — також і за рахунок робітників київського заводу «Арсенал», які тут оселялися.
Орієнтовно у 1880 році (або не пізніше 1890 року) у південній частині слобідки спорудили нову церкву святого Миколая. Це була дерев'яна на мурованому фундаменті споруда, у плані хрестоподібна, одноапсидна, декорована у спрощених формах типового для культових споруд тих часів псевдоросійського стилю. Основний об'єм завершувався гранчастим широким наметом із маківкою на восьмигранному барабані, притвор увінчувала струнка шатрова дзвіниця. Церква була архітектурною домінантою серед малоповерхової забудови Микільської Слобідки.
25 квітня 1910 року в Миколаївській церкві вінчалися 24-річний студент Санкт-Петербурзького університету Микола Гумільов і 20-річна Анна Горенко (майбутня поетеса Анна Ахматова). Імовірно, молодята обрали для вінчання цю невелику сільську церкву щоб уникнути розголосу. Трохи раніше, у 1907 році в Миколаївській церкві вінчалися 22-річний Давид Єзерський і 35-річна Віра Ніколаєва, донька київського архітектора Володимира Ніколаєва.
Після встановлення в Києві радянської влади Миколаївська церква продовжувала перебувати у користування старослов'янської общини. У 1927 році зробили першу спробу її закрити під приводом того, що церковні будівлі потрібні для розміщення в них сільської ветеринарної служби, проте громаді вдалося відстояти церкву. У грудні 1935 року київська міська рада все ж таки ухвалила рішення про закриття церкви у Микільській Слобідці для будівництва на її місці школи. Скоріш за все, у наступні роки церкву знесли, хоча школу зрештою збудували в іншому місці (зруйнована у 1943 році разом із Микільською Слобідкою). У 1941 році, після захоплення Києва нацистами, у дерев'яному пристосованому приміщенні колишні парафіяни Миколаївської церкви відкрили молитовний будинок, але 4 липня 1961 року виконком Київської міськради ухвалив рішення № 1255 про закриття і знесення цього будинку у зв'язку із будівництвом метрополітену. Тим же рішенням ліквідували і церковну громаду.